# Raionul Nemîriv, Vinnița
Nemîriv (în ucraineană Немирівський район, transliterat: Nemîrivskîi raion) este un raion în regiunea Vinnița, Ucraina. Reședința sa este orașul Nemîriv.

## Demografie
Componența lingvistică a raionului Nemîriv
     Ucraineană (97,52%)
     Rusă (2,1%)
     Alte limbi (0,26%)
Conform recensământului din 2001, majoritatea populației raionului Nemîriv era vorbitoare de ucraineană (97,52%), existând în minoritate și vorbitori de rusă (2,1%).